# Карл Фридрих Минхаузен
Карл Фридрих Хијероним Минхаузен (Боденвердер, 11. мај 1720 — Боденвердер, 22. фебруар 1797) је био немачки барон.

## Биографија
За њега постоји прича да је био највећи лажов икада. У српском језику се каже да неко лаже к'о Минхаузен, или пак (у сленгу) да баронише.
Барон Минхаузен није измишљена већ стварна личност. Он је као немачки барон са непуних двадесет година приступио војсци Руске Империје и са њом се борио против Турака. По повратку у родну Немачку, измишљао је и причао невероватне авантуре током свог боравка у Русији, о летењу на Месец и свом великом јунаштву.
Многи су желели да овековече његове приче, познате данас као Минхаузенијаде. Први је то учинио Немац Рудолф Распе, док је његове лажи овековечио немачки песник Готфрид Аугуст Биргер.

## Минхаузенов синдром
У медицини постоји психолошки поремећај звани Минхаузенов синдром, који је добио име по овом лику. Наиме особе које пате од Минхаузеновог синдрома имају невероватну потребу да преувеличавају своје стварне и нестварне здравствене проблеме. Ако здравствени проблем није присутан, особе са овим синдромом ће је измислити и без престанка одлазити код лекара.